# Битва при Каймакчалане
Битва при Каймакчалане (серб. Освајање Кајмакчалана) — сражение с 12 сентября по 30 сентября 1916 года во время Первой мировой войны на Салоникском фронте, между сербскими и болгарскими войсками. Завершилось тактической победой сербских войск, которые, несмотря на тяжелые потери, сумели захватить пик Святого Илии.

## Ход боёв

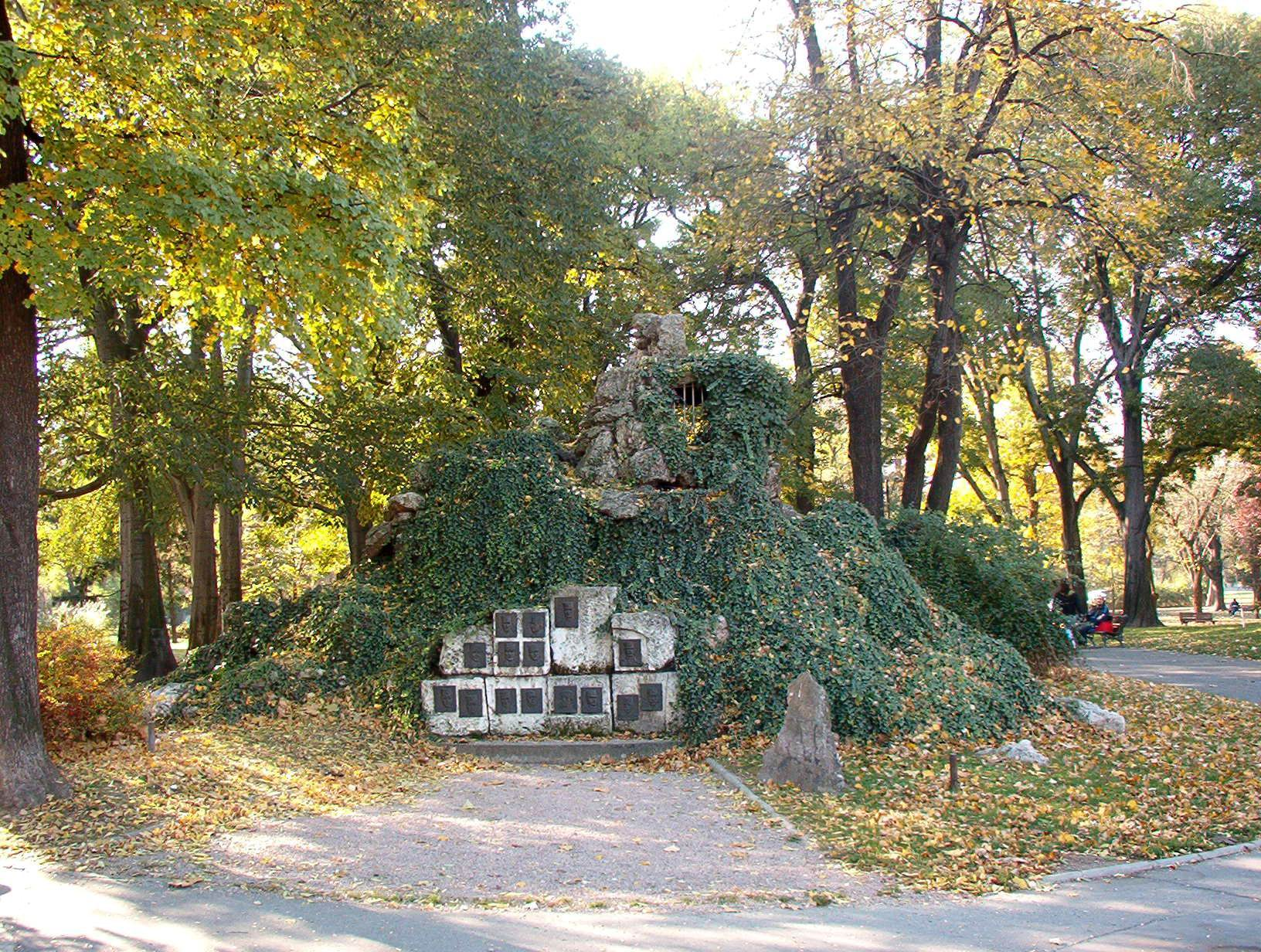
Наблюдательный пункт сербского верховного командования (воссоздан в Белграде)

В Каймакчалане располагались укрепленные позиции болгарских войск. Сербские войска под командованием генерала Мишича 12 сентября 1916 года атаковали позиции болгарской армии на высоте 2,524 метров.
В период с 26 сентября по 30 сентября происходили наиболее упорные бои. В это время, пик несколько раз переходил из рук в руки. Траншеи на Каймакчалане были неглубокими, примерно на полметра глубиной была почва, которую было легко копать, а ниже полуметра - твердый камень.Чтобы защитить себя, сербские пехотинцы складывали перед траншеями плоские камни. В результате кровопролитных боёв Каймакчалан был захвачен сербскими войсками. 
Болгары были настолько увлечены боем, что не рассматривали возможность создания дополнительных оборонительных позиций за укрепленными хребтами. После победы сербов болгарский генеральный штаб не успел вовремя отдать приказ об отходе. Получив этот приказ, они не имели прикрытия при отступлении, поэтому дополнительно потеряли вооружение, технику и личный состав.
Сербская армия понесла тяжелейшие потери, потеряв только убитыми 5000 человек. Наибольшие потери сербы понесли от огня болгарской артиллерии.
После взятия Каймакчалана один из участников боёв, Стеван Тукович, записал в своем дневнике: «Сразу после взятия Каймакчалана я поднял свою батарею на высоту, где увидел странную и ужасную сцену. Мертвые болгары лежали в окопах, все опираясь друг на друга и с винтовками в руках. Части тел были разбросаны по всему плато. Можно увидеть людей без ног, рук, головы, живота. Остальное — это масса раненых, которые плачут или находятся в предсмертных мучениях. Это изувеченные и взорванные останки человеческих тел, которые лучше всего свидетельствуют об ужасах, бесчеловечности и варварстве войн».
Со стратегической точки зрения, захват пика не принес союзникам никаких результатов. С наступлением холодов активные боевые действия на Салоникском фронте прекратились.

## Память
На пике Святого Илии находится часовня, где хранятся останки сербских солдат, участвовавших в битве при Каймакчалане.

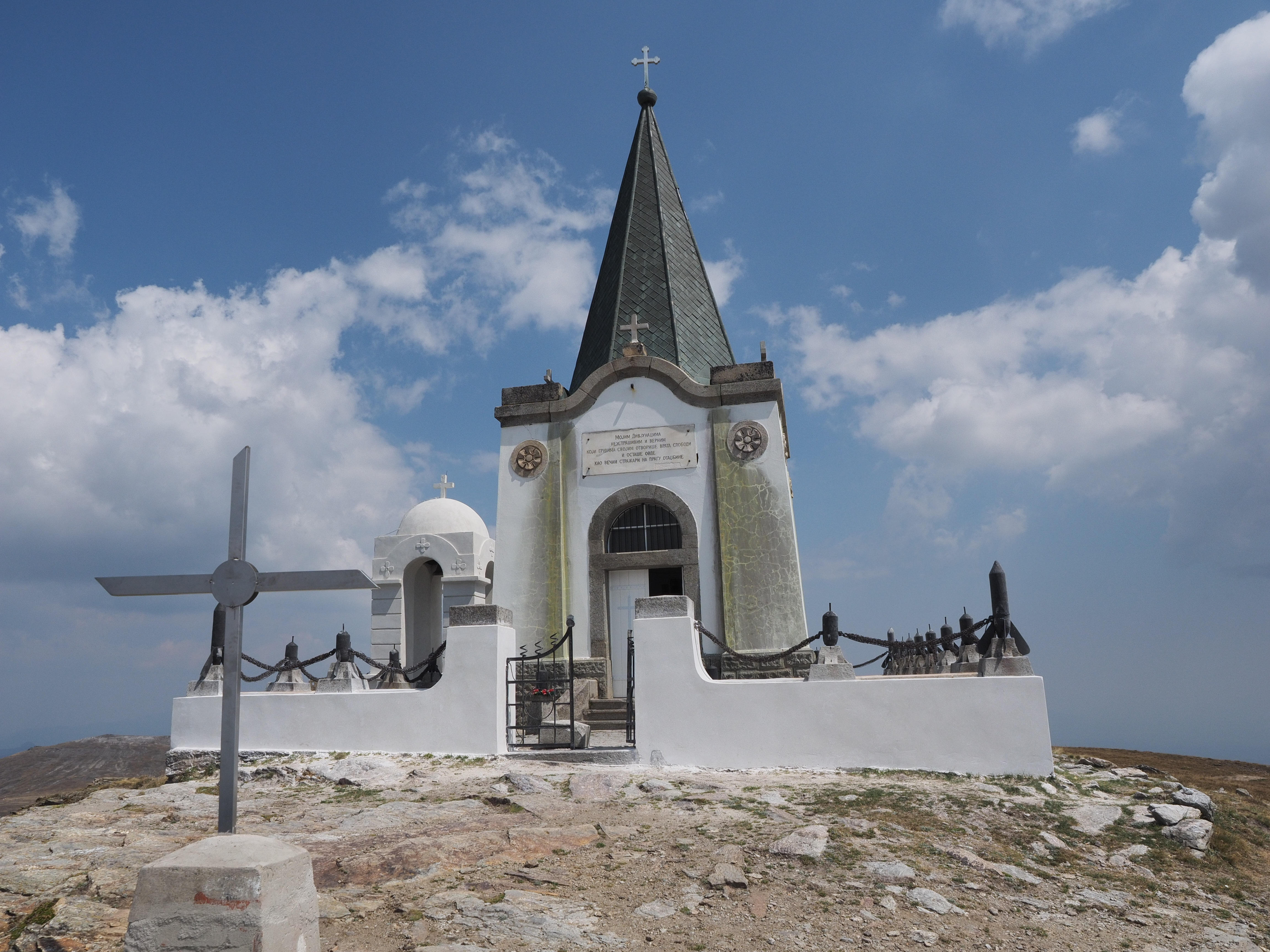
Сербская часовня «Святого Илии» на пике